# Landskabsmaleri
Et landskabsmaleri er et maleri, der har landskabet som sit motiv. Blandt de betydeligste landskabsmalere er Caspar David Friedrich og J.M.W. Turner begge fra den romantiske periode. Landskabsmalerier er kendt fra alverdens regioner.
Som litteraturen viser de antikke folkeslags levende interesse for naturens skønhed, og oldtidsfund giver os beviset for datidens interesse for billedlig fremstilling, så er landskabet mest med som baggrund eller i rent dekorative øjemed. I den alexandrinske tid med dens mere udprægede natursans fik landskabet et selvstændigere præg. Som et klassisk eksempel på senantikt landskabsmaleri er freskerne fra Casa di via Graziosa, der illustrerer scener fra Odyssén, nu opstillet i Vatikanmuseet; andre eksempler kendes fra fundene i Pompeji og Herculaneum.

## Middelalderen
I middelalderen havde landskabsmaleriet dårlige vækstbetingelser. Det, som det rørte sig i sø og skov, mark og bjerg, var fyldt med onde dæmoner.[kilde mangler] Italienerne synes at have været de første, der kunne iagttage og nyde landskabet som noget skønt. Helt ind i middelalderen går denne skønhedsfølelse, der brød frem i renæssancen, Frans af Assisi, Dante; senere Francesco Petrarca, Aeneas Sylvius' skildring af italienske natur, Spinello Aretinos af en solnedgang.
Forklaringen på landskabsmaleriets sene udvikling skal nok findes i, at den æstetiske landskabskategori først skulle træde frem. Filosoffen Joachim Ritter har argumenteret for, at opgivelsen af et brugsforhold til naturen var forudsætningen for, at æstetikken og dermed landskabsmaleriet kunne opstå. For Ritter er Petrarcas beskrivelse af bjergbestigningen af Mont Ventoux i 1336 et vendepunkt. Naturen var ikke længere blot et fødevarekammer, men kunne gengives kunstnerisk. Landskabsmalerierne kunne finde et publikum blandt italienske patriciere, der havde forladt de pestramte byer og søgt tilflugt i villaer på landet.
Det var dog først i det nordlige Europa med folkenes medfødte kærlighed[kilde mangler] til den landskabelige natur — og først sent — at der dannedes en fuldt selvstændig landskabskunst løst fra sin forbindelse med den kirkelige overlevering. Også for landskabet gjorde van Eyck’ernes malerkunst epoke. Her som andetsteds fremtrådte landskabet som baggrund for en figurlig fremstilling, udført med glimrende teknik, dybt perspektiv og de ny strålende oliefarver fangede det selvstændig interesse. Landskabet gjorde sig nu mere gældende efter udviklingslinjen: mindre og mindre figurer og større landskaber, indtil de første svandt ind til ren staffage. I 15. og 16. århundrede sås på de tyske maleres billeder baggrunde, udmærkede billeder af Albrecht Altdorfer med betoning af luftperspektivet, med stejle fjelde, ligesom på Leonardo da Vincis; Tizian skildrede Gadores bjergegn, Rafael og den umbriske skole en blødere, mildere natur med slanke træer etc.
I Italien, hvor landskabskunsten tidlig dyrkedes i Siena, Ambrogio Lorenzetti, derefter af Piero di Cosimo, Antonio del Pollaiolo etc. også Benozzo Gozzolis fresker i Pisa, blev det især Correggio, Giorgione og først og fremmest Tizian, der gjorde det landskaber til et selvstændigt element i billedets samvirkning; endvidere kan nævnes Tizianos elev Andrea Schiavone, Jacopo Bassano og overhovedet den venetianske skole; Annibale Carracci skabte et selvstændigt landskabsmaleri. Hans og Bologneserskolens klassiske landskabskunst med den arkitektoniske opbygning, store og rene linjer, blev banebrydende for den "historiske" gren af landskabskunsten, som den fortættedes og udvikledes til kulmination i Frankrig. I Holland oversatte Bartholomeus Breenbergh og fæller Carraccis retning ”en miniature”; vigtige italienske navne i denne kunstgrens historie er Francesco Albani, Giovanni Francesco Grimaldi, Guido Reni, Domenico Zampieri og Salvator Rosa, det "romantiske" landskab. En betydelig kraft tilførtes den italienske kunst ved hollænderen Paul Bril. Fra ham gik impulserne videre til maleren fra Frankfurt Adam Elsheimer og derfra til Rembrandt og til Flandern, de "blå" landskabsmalere, gennem J. Brueghel.
Men større betydning fik han vel i Frankrig for Nicolas Poussin, den egentlige skaber af det heroiske landskab med mytologisk staffage, dennes svoger Gaspard Dughet og først og fremmest Claude Lorrain, hvis skønne elysiske landskaber med den ubrudte harmoni, milde fred og det gyldne lys blev som et ”dogme” for megen landskabskunst og toges forfængelig i skabelonmæssige efterligninger i tusindvis. Fine malere og dygtige repræsentanter for Lorrains retning traffes især i Nederlandene: Herman van Swanevelt, Jan Dirksz Both, Jan Hackaert etc.

## 1500-tallet
I Nederlandene træffer vi hos Gerard David, Albert van Ouwater med flere smukke landskabsbaggrunde, men først en selvstændig udvikling af landskabsmaleriet i 16. århundrede med Joachim Patinir og Herri met de Bles; den perspektiviske fremstillingsmåde er endnu naiv; man benyttede sig, af den konventionelle perspektiviske dualisme, med to øjepunkter, for ad den vej at give det fremstillede større tydelighed. Jan Brueghel den ældre, kaldet ”Blomster-Brueghel”, gengav i sine mange, miniaturefint udførte billeder, Paradisets Have og lignende, naturen i dens yppige mangfoldighed af planter og dyr; andre vigtige navne var David Vinckboons, Jan Savery og Joos de Momper. Denne fik J. Brueghel til at male staffagen, i sin farveskala, brunt i forgrunden, grønt i mellemgrunden og blåt i baggrunden, fæstner en i landskabskunsten længe rådende koloristisk manér. Rubens var jo lige så lidt som Rembrandt landskabsmaler af profession, men ydede dog — ligesom Rembrandt på sin vis — i landskabet ting, der i magt og stemning hørte til denne kunstgrens mest betagende og lødige værker. Herman Saftleven, der pillent malede nydelige billeder fra Rhinen og Mosel, står som de ovennævnte i gæld til italiensk kunst.

## 1600-tallet
I hollandsk kunst, hvor landskabsmaleriet i 17. århundrede opnåede en sjælden rig blomstring med udøvere i hundredvis, brydes to retninger, dels en national, der begyndte med Jan van Goyen, og hvis største navne blandt store var Jacob Isaakszoon van Ruisdael og Meindert Hobbema, og som malerisk søgte at sammensmelte alle enkeltheder til et totalindtryk, dels den italiensk påvirkede, der tog motiver og kunstneriske forbilleder syd fra, Jan Dirksz Both, Herman van Swanevelt, Jan Hackaert, Frederik de Moucheron, Johannes Glauber; desuden dyre- og genremalere som Karel Dujardin, Nicolaes Berchem, Thomas Wijck, Adriaen van de Velde etc. Til de nationale hollændere hørte en mester som Salomon van Ruysdael (af goyens retning), Cornelis Vroom, Guilliam Dubois, Allaert van Everdingen, Anthonie Waterloo med raderinger, Aelbert Cuyp, Jan Wijnants, Cornelis Gerritsz Decker, Willem Van der Hagen, Adriaen van de Velde og andre. Aert van der Neer indtog blandt de nationale en særstilling med sine måneskins- og ildebrandsstykker.

## 1700-tallet
I 1700-tallet aftog interessen for landskabsmaleriet hos samlere og liebhavere ganske vist; men efterspørgslen efter nøjagtige topografiske fremstillinger af bestemte steder tiltog. Her kan nævnes de venetianske vedutmalere Bellotto, Canaletto og Guardi og den i Rom virksomme Luigi Vanvitelli, desuden kan J.C. Dahls skildring af Norges natur også betragtes som vedutmaleri. Guardi dyrkede som landsskabsmaler capriccio-genren ("med et stort element af fantasi"), landskaber som er sat sammen af af opfundne og virkelige partier til en idealkomposition. Karakteristisk for tidens franske maleri er sarte og luftige landskabsbaggrunde i billederne af Watteau og Fragonard.
I England i 1700-tallet brugte man inden for landskabsmaleriet gerne italienske forbilleder og Claude Lorrain. Richard Wilson malede efter sit ophold i Rom stemningsfulde melankolske landskaber; det samme gjorde John Robert Cozens – med en tendens til det idyllisk-arkadiske. I det sene 1700-tal udviklede der sig hos malerne en interesse for det sublime i naturen. Burkes undersøgelse fra 1756 af det sublime (Essay into the Origin of our Ideas of the Sublime and the Beautiful) førte til idemæssige og kunstneriske diskussioner om hans ideer ikke blot i England, men også i Tyskland.

### Den engelske landskabshave
I midten af 1700-tallet udviklede der sig i England i en bevidst modsætning til den arkitektoniske have i Frankrig en ny havekunst, hvis arkitekter orienterede sig mod billeder af Poussin og Claude Lorrain, og grænsen mellem haveanlæg og frit landskab blev udvisket. I stedet for havernes lige rækker, akser og symmetri optrådte nu den naturlige plantevækst og den af romantikken inspirerede "ruin-idyl". Som Adrian von Buttlar formulerer det, "komponeres havescenerne efter reglerne for landskabsmaleri med flader, mellemrum, farve, lys og skygge foruden den forgrund, som indrammer det samlede billede". Repræsentanter for denne form for landskabshave var William Kent (1664-1748), Lancelot Brown (1715-1783) og William Chambers (1723-1796).

## 1800-tallet
Francesco Filippini betragtes som en af de mest fremtrædende repræsentanter for landskabsmaleri i europæisk kunsthistorie, aktiv i anden halvdel af 1800-tallet. Hans kunstneriske produktion har påvirket både skoler og kunstnere helt ind i 1900-tallet.
Under et ophold i Paris kom Francesco Filippini i kontakt med Claude Monet og indgik i en direkte dialog med kredsene omkring fransk impressionisme. Selvom han respekterede Monet, tog Filippini afstand fra impressionismens æstetiserende og sanselige tilgang. Han udviklede i stedet sit eget maleriske sprog, som var autonomt, strukturelt og baseret på etiske principper.
Ud af denne tilgang opstod en særpræget stil, som senere blev kaldt filippinisme eller italiensk impressionisme af kunstkritikere. Filippinismen var ikke en formaliseret kunstnerisk bevægelse, men snarere en kulturel og visuel strømning. Den byggede på en etisk forståelse af kunst, en symbolsk fortolkning af landskabet og en radikal kritik af kommercialisering af kunst. Filippini tillagde skildringen af landbrugsarbejde, den kvindelige figur og det åndelige indhold i naturen stor betydning.
Indflydelsen fra Francesco Filippini ses i flere værker af Umberto Boccioni, især i maleriet La Sera. Boccioni videreudviklede de kompositoriske og lysmæssige elementer, som var karakteristiske for Filippinis maleri. Den futuristiske kunsthistorieskrivning har anerkendt Filippinis symbolske og konceptuelle bidrag som en grundlæggende inspirationskilde til udviklingen af futuristisk maleri.
Filippinismen anses i dag af kunsthistorikere som en af de mest sammenhængende og modne former for europæisk landskabsmaleri i overgangen mellem det 19. og 20. århundrede, samt som en forløber for flere kunstretninger inden for moderne maleri i 1900-tallet.
Den levende naturbetragtning og vågne samfølelse med naturen, som var kaldt til live ved Rousseau og andre, hævede overhovedet landskabsmaleriet i 19. århundrede til et nyt og friere standpunkt. Det ideale landskab i Poussins ånd var længe det rådende. Således repræsenteredes det med stor dygtighed i Tyskland af Johann Christian Reinhart og Joseph Anton Koch, begge påvirkede af Asmus Jacob Carstens, og begge i besiddelse af en inderlig og varm naturfølelse; denne idealistiske udviklingslinje fortsættes i Tyskland, hvis første rene landskaber frigjorte for forbindelse med andre genrer, kirkebilleder etc. i øvrigt gik så langt tilbage som til Albrecht Dürers vandfarver, Wolf Huber, Augustin Hirschvogel, ved Carl Rottmann, Friedrich Preller den ældre med landskaber taget fra Odysseen, Johann Wilhelm Schirmer og Wilhelm Schirmer med flere. I Frankrig repræsenteres den klassiske retning af Jean-Hippolyte Flandrin, François-Louis Français og mange flere samt med stor selvstændighed og lyrisk følelse af Jean-Baptiste Camille Corot. Her fornyede den romantiske anskuelse følelsen for naturlivet. Og man så, at ens egen hjemlige natur lå gemt det usynlige liv og de skatte, som man hidtil oftest havde søgt at fremtrylle i et tænkt Arkadien. Lyset med dets uendelige variationer i et nordisk klimas skiften gav det følte udtryk for de sjælelige stemninger. Man så, at man blot skulle fordybe sig i den landskabelige natur — den være så beskeden og tarvelig, den vilde — for at trylle sjælen frem. Derfor gjaldt det om hensynsløst at give sig hen i naturen og dyrke hver dens enkelthed.
Der fremkom således i Frankrig en naturalistisk landskabsskole, hvis mål var stemning. Denne retning havde sine aner i England, i Thomas Gainsborough og fæller i det 18. århundrede, i John Crome, men særlig i John Constable og den geniale Turner; Richard Parkes Bonington blev formidleren mellem engelsk og fransk. Denne ny franske intime landskabsskole med dens dyrkelse af lysvirkningerne og dens luft i billederne, ”den brystsyge trak vejret bedre ved synet af dem”, tog først og fremmest Fontainebleau-skoven i besiddelse. Dens ypperste navne var Théodore Rousseau, den ældre Charles-François Daubigny og Jules Dupré fra Barbizonskolen.
Denne skole gik sin sejrsgang verden rundt, men dens bølger og dønninger krydsedes snart af andre strømninger, således af impressionismen, der tilførte landskabet ny og store værdier, og af Vincent van Goghs intense, dynamiske landskabskompositioner, hvor farven tildeles en helt ny rolle, der forener følelse og omverden.

## 1900-tallet
I det 20. århundrede bliver det maleriske udtryk forandret kraftigt under inspiration fra Paul Cézannes optiske eksperimenter nedbrydning af form i billederne fra Provence, og vi møder fauvisme, kubisme og surrealisme. Pablo Picasso og Salvador Dali begge har lavet landskabsmalerier. Desuden har Georges Braque bidraget med landskabsbilleder. Hos modernisten Nicolas de Staëls billeder fra Sicilien møder man en malestil, der balancerer mellem figuration og abstraktion, og hvor kun farvefladerne skaber dybdevirkning.

## Landskabsmaleriet I Danmark
J.P. Lund var den første danske landskabsmaler, der af fødsel var dansk. Dernæst kom Jens Juel og Erik Pauelsen. Juel, som primært er kendt for sit portrætmaleri, brugte landskaber som baggrund i portrætter, har malet ca. 100 selvstændige landskabsbilleder. Juels samtidige Pauelsen malede ligeledes landskaber bl.a. fra Norge og Sjælland. Ellers er det især J.Th. Lundbye, P.C. Skovgaard og Dankvart Dreyer, der er kendt som landskabsmalere. De grundlagde en romantisk tradition inden for landskabsmaleriet. Efter dem forsatte Vilhelm Kyhn traditionen længe. I 1880’erne vandt realismen indpas med L.A. Ring som frontfigur. Derefter kom Theodor Philipsen, der regnes for den første danske impressionist, Fritz Syberg, Johannes Larsen og Peter Hansen er på linjen efter ham. I den 20. århundrede udvikler malerkunsten sig via ekspressionisme, surrealisme og kubisme. Per Kirkebys landskabsmaleri mangler konturer, og der kun er farver og flader tilbage.